# Can You Feel the Love Tonight
Can You Feel the Love Tonight – piosenka pochodząca ze ścieżki dźwiękowej do filmu Król lew z 1994, skomponowana oraz wykonana przez Eltona Johna.
Utwór został uhonorowany Oscarem w kategorii najlepsza oryginalna piosenka filmowa w 1994. Otrzymał również Nagrodę Grammy w kategorii Best Male Pop Vocal Performance.

## Covery
- W remake’u Króla lwa z 2019 wykorzystany zostaje cover w wykonaniu Donalda Glovera, Setha Rogena, Billy’ego Eichnera oraz Beyoncé[1].
- 16 kwietnia 2020 telewizja ABC wyemitowała program specjalny The Disney Family Singalong, w którym piosenkę „Can You Feel the Love Tonight” zaśpiewała Christina Aguilera[2][3].